# トヨタ自動車硬式野球部
トヨタ自動車硬式野球部（トヨタじどうしゃこうしきやきゅうぶ）は、愛知県豊田市に本拠地を置き、日本野球連盟に加盟する社会人野球の企業チームである。愛称は、レッドクルーザーズ。
運営母体は、自動車メーカーのトヨタ自動車。

## 概要
戦後間もない1947年に創部したが、他の自動車メーカーの野球部に比べて地力を発揮するまでに時間がかかった。1989年に4回目の出場となった都市対抗野球で、ソウルオリンピック日本代表の正捕手・古田敦也を擁して同大会初勝利を挙げた頃から、強豪ひしめく東海地区の中においても高い実力を保持し続けている。
全国大会には幾度も出場していたものの、タイトルには手が届かないでいたが、2007年の日本選手権ではベスト8を初めて突破すると、勢いそのままに初優勝を果たした。翌2008年の日本選手権では大会史上2チーム目となる連覇を果たした。
2009年の都市対抗野球では、今まで突破できなかった準々決勝で勝利し、初めて決勝まで駒を進めたが、西郷泰之や長野久義擁するHondaの前に屈し、準優勝に終わった。
2010年の日本選手権で3度目の優勝、2014年の日本選手権で4度目の優勝を果たした。
2016年の都市対抗野球では、18回目の挑戦で悲願の初優勝を果たした。
その後も優勝を重ね、住友金属に並ぶ7回の優勝を決めている。住友金属とは違い、21世紀に優勝を積み重ねている。

## 設立・沿革
- 1947年 - 愛知県西加茂郡挙母町を本拠地とし、『トヨタ自動車硬式野球部』として創部。
- 1951年 - 市制施行に伴い、本拠地が愛知県挙母市に変更。
- 1959年 - 市名変更に伴い、本拠地が愛知県豊田市に変更。
- 1963年 - 都市対抗野球に初出場（初戦敗退）。
- 1989年 - 日本選手権に初出場（二回戦敗退）。
- 2007年 - 日本選手権で初優勝。
- 2008年 - 日本選手権で2度目の優勝。
- 2010年 - 日本選手権で3度目の優勝。
- 2014年 - 日本選手権で4度目の優勝。
- 2016年 - 都市対抗野球で初優勝。
- 2017年 - 日本選手権で5度目の優勝。
- 2022年 - 日本選手権で6度目の優勝。
- 2023年 - 都市対抗野球で2度目の優勝。
- 2024年 - 日本選手権で7度目の優勝。

## 主要大会の出場歴・最高成績
- 都市対抗野球大会：出場26回、優勝2回（2016年、2023年）、準優勝2回（2009年、2019年）
- 社会人野球日本選手権大会：出場23回、優勝7回（2007、2008、2010、2014、2017、2022、2024年）
- JABA北海道大会：優勝1回（2010年）
- JABA東京スポニチ大会：優勝1回（2017年）
- JABA静岡大会：優勝1回（2012年）
- JABA岡山大会：優勝2回（2016、2025年）
- JABA長野県知事旗争奪野球大会：優勝3回（2008、2018年、2019年）
- JABA九州大会：優勝2回（2001、2007年）
- JABAベーブルース杯争奪大会：優勝1回（2021年）
- JABA新潟大会：優勝1回（2008年）
- JABA富山市長旗争奪富山大会：優勝3回（1990、1997、1998年）
- JABA高山市長旗・飛騨市長杯争奪高山大会：優勝4回（1991、1992、2004、2012年）
- JABA伊勢・松阪大会：優勝2回（1989、2007年）

## 主な出身プロ野球選手
- 滝良彦（投手） - 1952年に毎日オリオンズに入団
- 松枝三男（投手） - 1969年ドラフト外で大洋ホエールズに入団
- 三浦政基（投手） - 退団後、愛知学院大学に進学し、1972年ドラフト2位で東映フライヤーズに入団
- 古田敦也（捕手） - 1989年ドラフト2位でヤクルトスワローズに入団
- 吉鶴憲治（捕手） - 1992年ドラフト4位で中日ドラゴンズに入団
- 山田広二（内野手） - 1994年ドラフト3位で中日ドラゴンズに入団
- 高橋建（投手） - 1994年ドラフト4位で広島東洋カープに入団
- 山北茂利（投手） - 1999年ドラフト3位で中日ドラゴンズに入団
- 安藤優也（投手） - 2001年自由獲得枠で阪神タイガースに入団
- 川岸強（投手） - 2003年ドラフト7位で中日ドラゴンズに入団
- 金子千尋（投手） - 2004年自由獲得枠でオリックス・バファローズに入団
- 平石洋介（外野手） - 2004年ドラフト7位で東北楽天ゴールデンイーグルスに入団
- 鎌田圭司（内野手） - 2004年ドラフト10位で中日ドラゴンズに入団
- 吉見一起（投手） - 2005年希望入団枠で中日ドラゴンズに入団
- 上野弘文（投手） - 2006年大学生・社会人ドラフト3位で広島東洋カープに入団
- 服部泰卓（投手） - 2007年大学生・社会人ドラフト1位で千葉ロッテマリーンズに入団
- 荻野貴司（外野手） - 2009年ドラフト1位で千葉ロッテマリーンズに入団
- 中澤雅人（投手） - 2009年ドラフト1位で東京ヤクルトスワローズに入団
- 大谷智久（投手） - 2009年ドラフト2位で千葉ロッテマリーンズに入団
- 荒波翔（外野手） - 2010年ドラフト3位で横浜ベイスターズに入団
- 祖父江大輔（投手） - 2013年ドラフト5位で中日ドラゴンズに入団
- 山口嵩之（投手） - 退団後、トヨタ自動車東日本に移籍し、2013年ドラフト5位で埼玉西武ライオンズに入団
- 木下拓哉（捕手） - 2015年ドラフト3位で中日ドラゴンズに入団
- 青山大紀（投手） - 2015年ドラフト4位でオリックス・バファローズに入団
- 源田壮亮（内野手） - 2016年ドラフト3位で埼玉西武ライオンズに入団
- 藤岡裕大（内野手） - 2017年ドラフト2位で千葉ロッテマリーンズに入団
- 富山凌雅（投手） - 2018年ドラフト4位でオリックス・バファローズに入団
- 栗林良吏（投手） - 2020年ドラフト1位で広島東洋カープに入団
- 中村健人（外野手） - 2021年ドラフト3位で広島東洋カープに入団
- 吉野光樹（投手） - 2022年ドラフト2位で横浜DeNAベイスターズに入団
- 長谷部銀次（投手） - 2022年ドラフト6位で広島東洋カープに入団
- 松本健吾（投手） - 2023年ドラフト2位で東京ヤクルトスワローズに入団

## 元プロ野球選手の競技者登録
- 的場寛一（元：阪神タイガース） - 内野手（2006年～2012年）→退団
- 細山田武史（元：横浜DeNAベイスターズ→福岡ソフトバンクホークス） - 捕手（2016年～2020年）→コーチ兼捕手（2021年）→コーチ（2022年～）

## 主な在籍選手
- 佐竹功年（投手） - 2024年をもって引退、2025年より副部長
- 嘉陽宗一郎（投手）

## かつて在籍していた選手・コーチ・監督
- 大橋晋也（捕手） - 千葉ロッテマリーンズからの1995年ドラフト8位指名を拒否し、当チームに入団。
- 川島勝司 - 2000年〜2002年まで監督を務めた。
- 廣瀬寛（捕手） - 選手として活躍後、2003年〜2005年まで監督を務めた。
- 福田五志 - 元ソフトボール女子日本代表監督。